# Grafmonument van de paters jezuïeten
Het grafmonument van de paters jezuïeten op de Algemene Begraafplaats Tongerseweg in de Nederlandse stad Maastricht is een rijksmonument.

## Geschiedenis
De Maastrichtse paters jezuïeten waren sinds 1852 gevestigd in het Canisianum aan de Tongersestraat en kregen vanaf 1883 de beschikking over een eigen grafkelder op de Algemene Begraafplaats.

## Beschrijving
Het grafmonument werd gemaakt door H. Pierey in een eclectische stijl. Aan de voorzijde staat een hardstenen triomfboog met gotische pinakels en een smeedijzeren hek, dat toegang geeft tot een crypte. Op het fronton boven de boog de tekst 

Domine dona eis requiem eternam

De achterzijde wordt gevormd door een rechtopstaande stenen gedeelte, met daarop de namen van de overledenen, bekroond door een crucifix. Om het monument staat een smeedijzeren hekwerk.

### Waardering
Het grafmonument werd in 1997 in het Monumentenregister opgenomen vanwege de "cultuurhistorische waarde als bijzondere uitdrukking van een culturele, sociale, geestelijke en typologische ontwikkeling. De architectuurhistorische waarden worden bepaald door de eclectische bouwstijl, de esthetische kwaliteiten, de ornamentiek en het materiaalgebruik. Het grafmonument van de Jezuïeten is een zeer belangrijk onderdeel van de begraafplaats aan de Tongerseweg en heeft als zodanig een historisch-ruimtelijke relatie met de aanleg van de begraafplaats. Het grafmonument is in hoge mate gaaf en beschikt over een zeer hoge mate van typologische zeldzaamheid."